# Rifugio Quintino Sella (Monte Bianco)
Il rifugio Quintino Sella è situato in Val Veny a 3.369 m s.l.m. nel massiccio del Monte Bianco facente parte del comune di Courmayeur.

## Storia
Realizzato nel 1885 ed intitolato a Quintino Sella è stato successivamente ricostruito.

## Caratteristiche ed informazioni
Il rifugio è situato sulla dorsale sud-ovest del Rocher del Monte Bianco. La costruzione attuale è realizzata in pietra, legno e lamiera. È dotato di coperte e materassini ma sprovvisto di acqua corrente ed illuminazione.

## Accessi
L'accesso avviene da Lavisaille in circa 6 ore.

## Ascensioni
- Rocher del Mont Blanc - 3883 m s.l.m.
- Picco Luigi Amedeo - 4.460 m s.l.m.
- Cresta del Brouillard
- Monte Bianco per le vie di sud-ovest - 4.810 m s.l.m.